# Ascensor naval de Strépy-Thieu

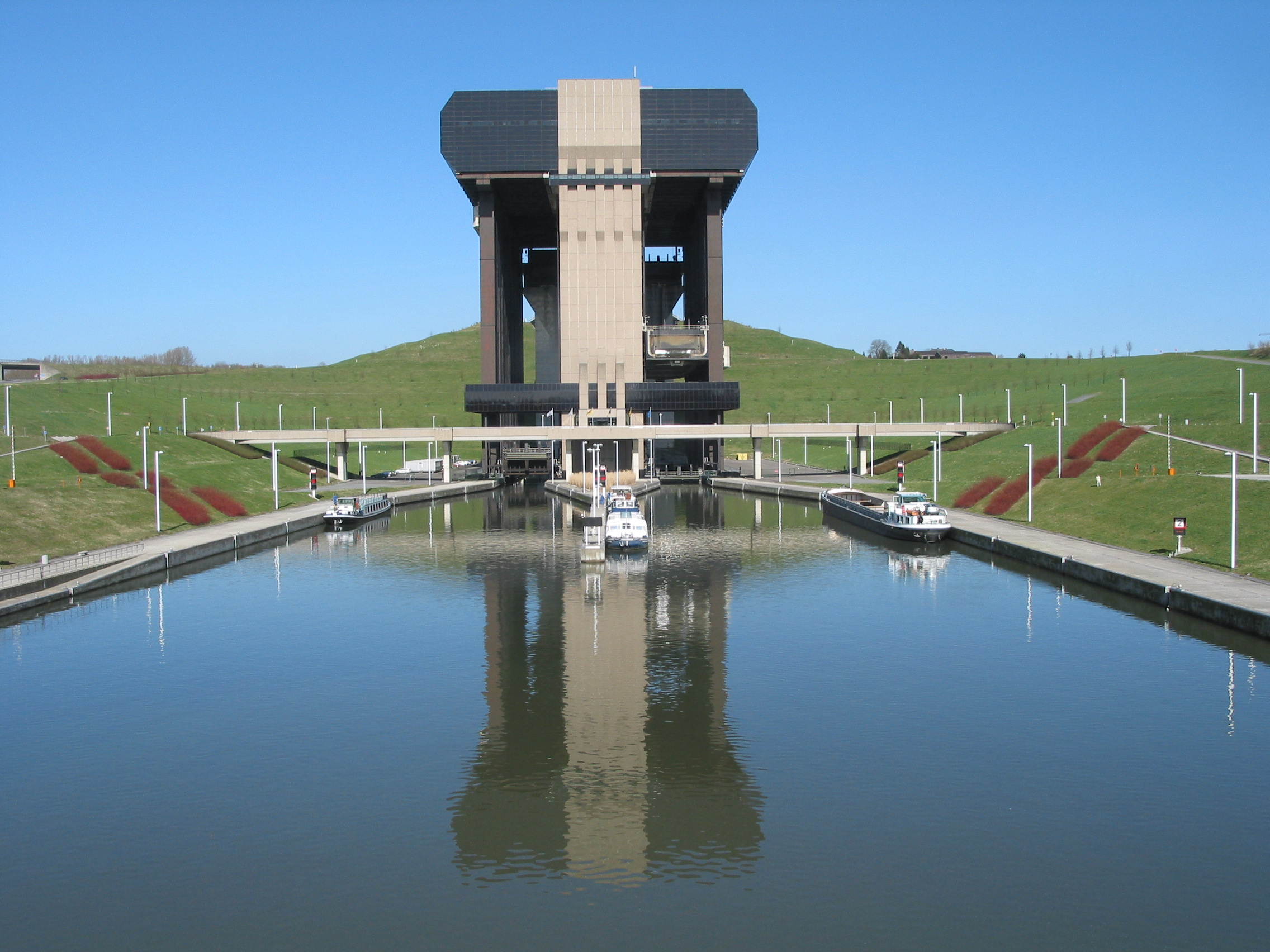
Vista frontal de l'ascensor

L'ascensor naval de Strépy-Thieu (en francès l'ascenseur funiculaire de Strépy-Thieu) és un ascensor funicular electro-mecànic per a embarcacions al canal del Centre. Es troba a cavall del municipi Strépy-Bracquegnies i del poble de Thieu, ara integrat al municipi de Le Rœulx, a Bèlgica, raó que explica el nom doble. Supera un desnivell de 73,15m i accepta embarcacions de fins a 1.350 tones o conjunts de barcasses empesos de 2000 tones.

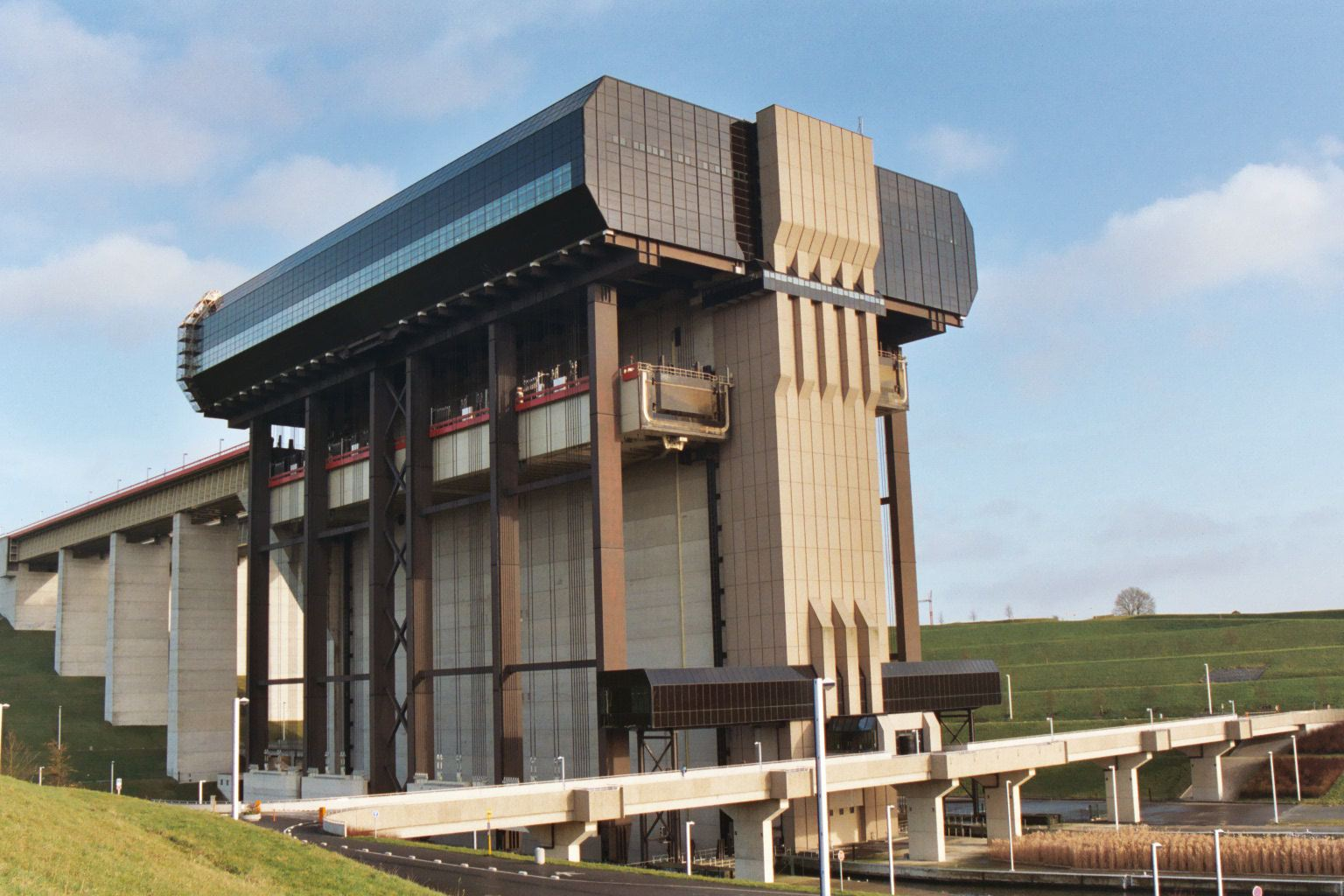
L'ascensor de Strépy-Thieu

És l'ascensor naval el més llarg del món.

## Història
Des del 1954, la CEMT va decidir que calia modernitzar la xarxa de transport de navegació interior d'Europa i augmentar la capacitat de les vies principals a 1.350 tones. La majoria dels canals eren de classe I amb una màxima capacitat de 300 tones. La CEMT preveia una explosió del transport de mercaderies. El 9 de març 1957, l'aleshores parlament unitari de Bèlgica va votar una llei ("la llei de les 1.350 tones") que determinava la llista de vies navegables que havien d'eixamplar-se. El canal del Centre en formava part.

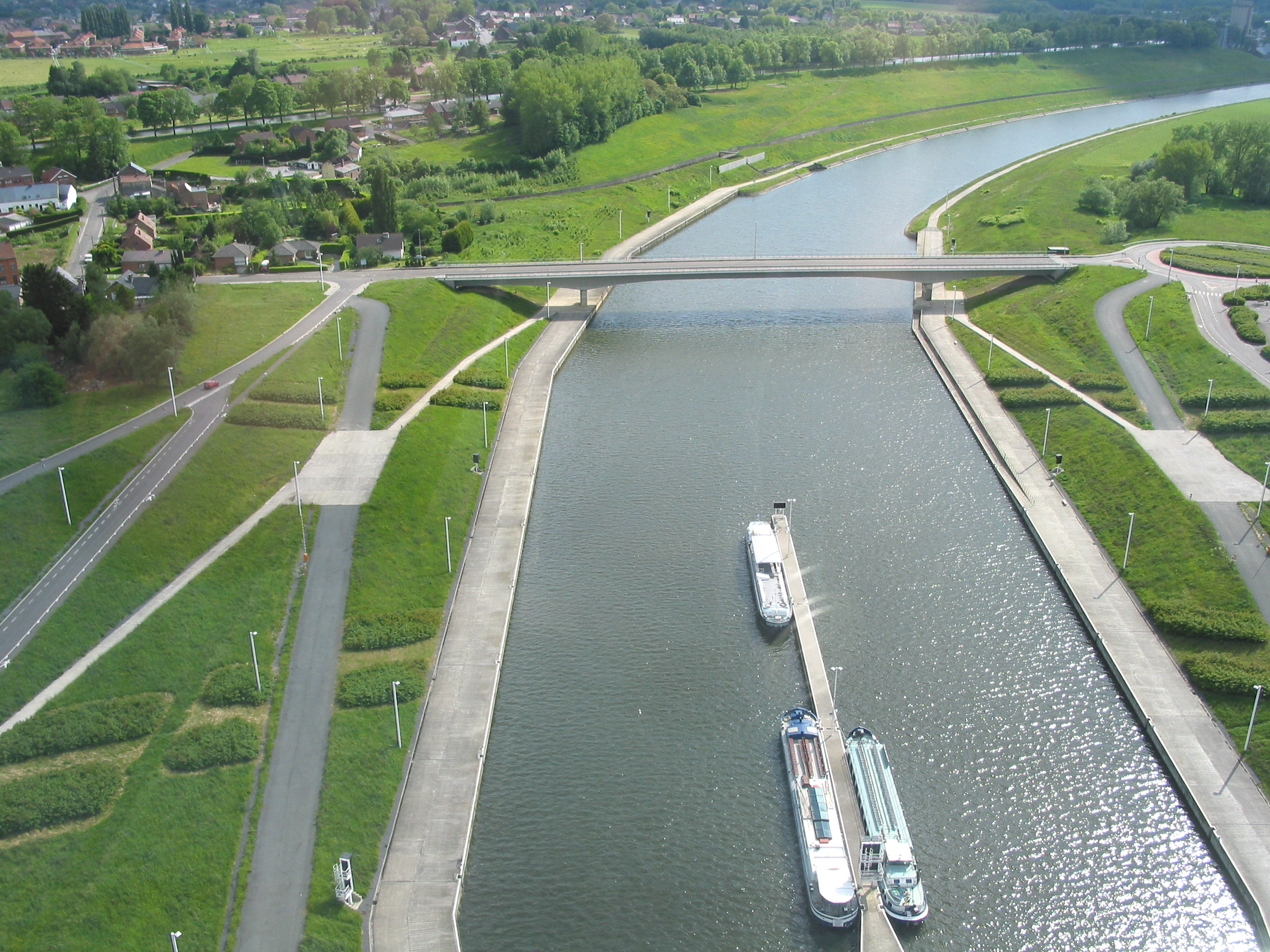
El canal del Centre vist des de l'ascensor

Des de segles, aquesta malla important a l'enllaç del port de Duinkerke a França amb les conques de l'Escalda (port d'Anvers), del Mosa (ports de Namur i Lieja) i del Rin, causà maldecaps als enginyers hidràulics que no paraven mai de cercar solucions per a superar el desnivell de 88,15 metres. La modernització del canal va començar el 1963. Després de l'obertura de dues noves rescloses, la d'Havré (10 m) i la d'Obourg-Warton (5 m), encara romanien 73,15 metres per a superar.
Van estudiar-se moltes solucions: pla inclinat, escala de rescloses, escala de dos ascensors o un canal inclinat que no eren gaire realitzables per la capacitat reduïda dels rius que haurien d'alimentar les instal·lacions. Finalment va optar-se per un ascensor funicular únic. L'obra va començar el 1982 i va acabar-se el 2002 quan el 2 de setembre l'ascensor es va obrir a la navegació. La primera barca que va utilitzar-lo fou la Fiat Lux.
| Ascensor  | Ascensor | Ascensor | Ascensor    | Ascensor       | Ascensor  |
| --------- | -------- | -------- | ----------- | -------------- | --------- |
| Localitat | llargada | amplada  | calat       | alçària lliure | desnivell |
| Thieu     | 55,00 m  | 7,30 m   | 3,34-4,15 m | … m            | 73,15 m   |

Des d'aleshores, el volum de mercaderies ha conegut una estirada exponencial de 850% en huit anys: de 1.531 barques i 282.000 tones el 2000 s'ha passat a 2.394.000 tones i 7706 barques l'any 2010.
| Any            | volum del tonatge | nombre de barques |
| Canal històric |                   |                   |
| 1987           | 498.000 t         | 2853              |
| 1990           | 335.000 t         | 2103              |
| 2000           | 282.000 t         | 1531              |
| Canal nou      |                   |                   |
| 2004           | 1.513.000 t       | 4041              |
| 2005           | 1.871.000 t       | 4941              |
| 2006           | 2.295.000 t       | 5743              |
| 2007           | 2.302.000 t       | 5559              |
| 2008           | 2.183.000 t       | 5147              |
| 2009           | 1.874.000 t       | 6960              |
| 2010           | 2.394.000 t       | 7706              |